# دوباره بازخوانی، جلد اول
دوباره بازخوانی، جلد اول یک آلبوم چندآهنگه از ایمی لی است که در تاریخ ۱۹ فوریهٔ ۲۰۱۶ منتشر شد. این آلبوم شامل چهار آهنگ بازخوانی شده توسط ایمی لی است.

## پیش زمینه
لی طی یک مصاحبه رادیویی که در سال ۲۰۱۵ انجام داد اظهار داشت مشغول ضبط چند کاور یا بازخوانی است و علاقه‌مند است آن‌ها را به صورت آنلاین منتشر کند. در ۲۷ اکتبر ۲۰۱۵، او اولین آهنگ را بازخوانی‌اش را از آهنگ سال ۹۴ گروه پورتیس‌هد یعنی «این یه آتیشه» منتشر کرد، پس از آن بازخوانی آهنگ ۸۷ گروه یوتو یعنی با یا بدون تو را در ۱۰ نوامبر ۲۰۱۵ منتشر کرد، و پس از آن‌ها هم در ۱ و ۱۵ دسامبر ۲۰۱۵ به ترتیب بازخوانی آهنگ ۱۹۷۱ گروه لد زپلین یعنی «کالیفرنیا رفتن» و کریس آیزک به‌نام «عزیزم کار خیلی بدی انجام داد». برای هر آهنگ هم موزیک ویدئویی به کارگردانی اریک راین اندرسون ساخته شد.

## فهرست آهنگ‌ها
| شماره | نام                            | نویسنده(ها)                    | تهیه‌کننده(ها)                         | مدت  |
| ----- | ------------------------------ | ------------------------------ | ------------------------------------- | ---- |
| ۱.    | «این یه آتیشه»                 | جف بارو، بث گیبنز، آدریان اتلی |                                       | ۳:۴۳ |
| ۲.    | «با یا بدون تو»                | دنیل لنوی، برایان اینو         |                                       | ۴:۰۹ |
| ۳.    | «کالیفرنیا رفتن»               | جیمی پیچ، رابرت پلنت           |                                       | ۳:۲۴ |
| ۴.    | «عزیزم کار خیلی بدی انجام داد» | کریس آیزاک                     | ایمی لی، استیو لیلی‌وایت، ویل بی. هانت | ۲:۴۸ |